# 徐鑾 (景泰進士)
徐鑾（1423年—？），字用和，浙江衢州府開化縣人，民籍，明朝政治人物，進士出身。

## 生平
浙江鄉試第二十七名舉人，景泰五年（1454年）中式甲戌科會試第三名，二甲第十八名進士。曾任監察御史。
曾祖徐周士；祖父徐伯昌；父徐曦，曾任伴讀。曾孫徐文沔。